# Фицкларенс, Вильгельмина
Вильгельми́на Фицкла́ренс, графиня Ма́нстер ((англ. Wilhelmina FitzClarence, Countess of Munster), в девичестве Ке́ннеди-Э́рскин (англ.  Kennedy-Erskine), 27 июня 1830, Дун-хауз, Ангус, Шотландия — 9 октября 1906) — британская аристократка и писательница, супруга своего двоюродного брата, Уильяма Фицкларенса, 2-го графа Манстера. Через свою мать Августу приходилась внучкой королю Великобритании Вильгельму IV.

## Семья и ранняя жизнь

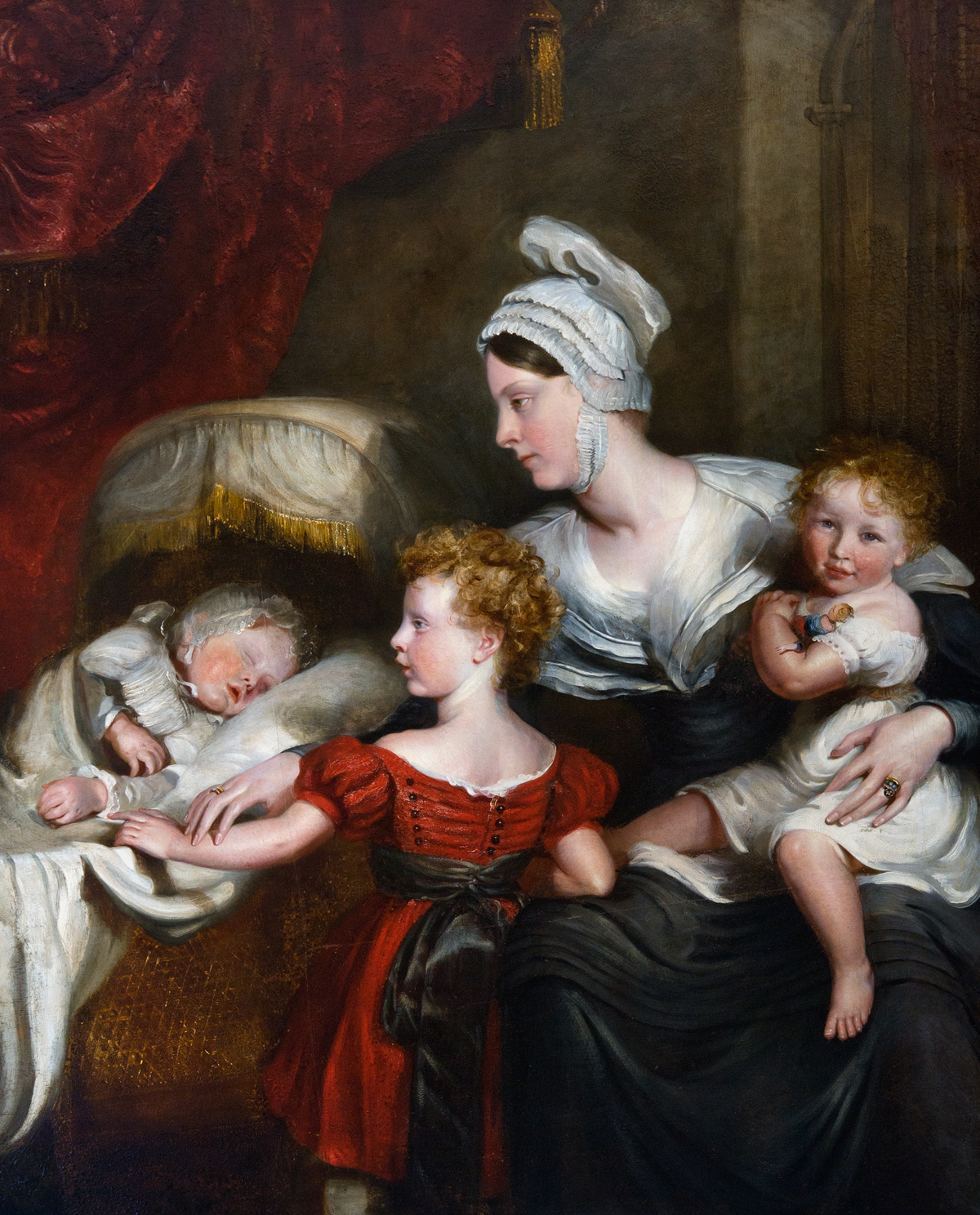
Вильгельмина (справа) вместе с матерью, братом и сестрой. Портрет кисти Джона Хайтера, около 1831 года.

Вильгельмина «Мина» Кеннеди-Эрскин родилась 27 июня 1830 года в Дун-хаузе, Ангус, Шотландия. Она стала вторым ребёнком в семье достопочтенного Джона Кеннеди-Эрскина и его супруги Августы Фицкларенс, которая была незаконнорождённой дочерью короля Великобритании Вильгельма IV и его любовницы, актрисы Дороти Джордан. Отец Вильгельмины был вторым сыном Арчибальда Кеннеди, 1-го маркиза Эльза. Служил в 16-м уланском полку и был шталмейстером короля Вильгельма IV. Он умер через год после её рождения в возрасте 28 лет. Кроме Вильгельмины, в семье родились сын Уильям Генри и дочь Августа Анна Милиссента.
Дети вместе с овдовевшей матерью проживали в кирпичном доме под названием «Рейлшед» (англ. Railshead), находившемся недалеко от дома её дедушки короля Вильгельма IV. Король часто посещал семью и любил проводить время с маленькой Миной. Один раз Вильгельм посещал свою дочь, чтобы успокоить ту, когда Мина чуть не умерла от «очень опасного воспаления мозга». Августа вместе с детьми часто бывала в Виндзорском замке, где проживал король.
Через пять лет после смерти супруга Августа вышла замуж во второй раз за Лорда Фредерика Гордона Холлибертона, третьего сына 9-го маркиза Хантли. Гордон был морским офицером, в 1868 году стал адмиралом ВМС, детей в браке не было. Второй брак Августы не устраивал родителей её первого мужа и они попросили освободить дом. Августа обратилась за помощью к отцу-королю, и тот предоставил супругам несколько комнат в Кенсингтонском дворце в Лондоне, а свою дочь Вильгельм сделал главной домохозяйкой дворца после смерти сестры Августы Софии 10 апреля 1837 года. Там Вильгельмина проживала пока не вышла замуж. Вместе с младшей сестрой они очень любили музыку, особенно итальянскую певицу сопрано Мариетту Альбони. Их учитель пения устроил встречу сёстрам с певицей, но та отказала в дальнейших встречах, узнав, что сёстры — дочери дворцовой домохозяйки.
В конце 1840-х годов Мина много путешествовала по Европе вместе с семьёй, чтобы «дети смогли улучшить своё знание иностранных языков и окончить образование». Поездка началась в 1847 году, когда Августа решила отправиться в Дрезден, чтобы её дети расширили свои познания в немецком языке. С 1847 по 1849 год семья проживала в Париже, недалеко от Триумфальной арки. Их лично принимали король Франции Луи-Филипп I и его супруга Мария Амалия Неаполитанская у себя во дворце. После французской революции 1848 года семья ненадолго задержалась во Франции, но была вынуждена уехать в следующем году. В 1850 году они приехали в Ганновер, где их принимал король Эрнст Август I, дядя Августы и двоюродный дед Мины. В том же году они вернулись обратно в Кенсингтонский дворец, а Мина вместе с сестрой были выведены в высшее общество.

## Брак и дети

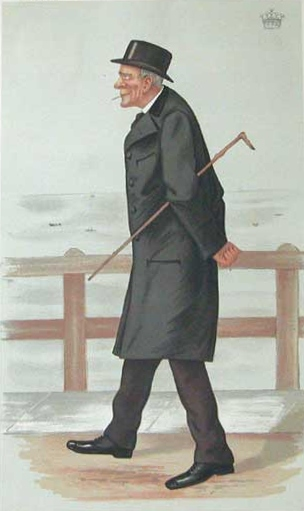
Граф Мюнстер на карикатуре работы Лесли Уорда в журнале Vanity Fair, февраль 1882 года.

Вильгельмина вышла замуж за своего двоюродного брата Уильяма Фицкларенса, 2-го графа Манстера в замке Уэмисс 17 апреля 1855 года. Свадьба была двойной. В этот же день её сестра Анна вышла замуж за Джеймса Хей Эрскин Вемисса. Как и Мина, Уильям Фицкларенс приходился внуком королю Вильгельму IV. В молодом возрасте он унаследовал от отца титул графа Мюнстера. После свадьбы супруги отправились в Германию, где останавливались в разных замках и коттеджах, гостили у семьи принца Кристиана Шлезвиг-Гольштейнского, который позже вступит в брак с дочерью королевы Виктории Еленой.
В семье родилось девять детей, из которых лишь четверо пережили мать:
- достопочтенный Эдвард Фицкларенс (1856—1870) — виконт Фицкларенс, умер в молодости[19][20];
- Лионель Фредерик Арчибальд Фицкларенс (1857—1863) — умер в детстве[19][20];
- Джеффри Фицкларенс (1859—1902) — 3-й граф Манстер, женат не был, детей не имел[20];
- достопочтенный Артур Фицкларенс (1860—1861) — умер в детстве[19][20];
- Обри Фицкларенс[англ.] (1862—1928) — 4-й граф Манстер, не женат, детей не имел[20];
- достопочтенный Уильям Джордж Фицкларенс (1864—1899) — женился на Шарлотте Елизавете Уильямс, имел двух дочерей[19][20];
- достопочтенный Гарольд Эдвард Фицкларенс (1870—1926) — женился на Френсис Изабелле Элеоноре Киппел, имел сына и дочь[19][20];
- леди Лилиан Аделаида Кетрин Мери Фицкларенс (1873—1948) — вышла замуж за капитана Уильяма Артура Бойда, имела сына и дочь[19][20];
- леди Доротея Августа Фицкларенс (1876—1942) — вышла замуж за Чандоса Бриджеса Ли-Уорнера, имела двух дочерей[20][21].

Проживали супруги на Палмейра-сквер в Брайтоне. Согласно журналу The Lady's Realm, Мина жила спокойной жизнью. В 1897 году журнал сообщает, что она живёт уединенно в Брайтоне в течение 35 последних лет. Её привязанность в этому городу, согласно статье, была связана с детскими воспоминаниям, когда она приезжала сюда вместе с дедом Вильгельмом. Газета писала, что она «любила тихую жизнь среди литературы и искусства». Умерла 9 октября 1906 года, будучи вдовой на протяжении пятнадцати лет.

## Литературная деятельность
Графиня Манстер была также известной писательницей и новеллистом, писавшей под одноименным псевдонимом. В возрасте около шестидесяти лет она опубликовала два романа: «Доринда» (англ. Dorinda) в 1889 году и «Шотландский граф» (англ. A Scotch Earl) в 1891 году. Сюжет «Доринды» повествует о молодой женщине, которая в конечном счете убивает себя после кражи произведения искусства у своих друзей. Известный писатель Оскар Уайльд высоко отметил литературный талант Мины в этом произведении: он сравнил главную героиню романа с Беки Шарп, персонажем романа Уильяма Теккера, назвал её «чрезвычайно умной» и похвалил способности автора «нарисовать…всего в нескольких предложениях наиболее реалистические портреты всех социальных слоёв общества и общественных возражений». Второй роман, «Шотландский граф», повествующий о вульгарном шотландском дворянине лорде Инвергордоне, был хуже воспринят современниками. Журнал The Spectator опубликовал критическую статью сразу после выхода романа в свет. В статье говорилось, что «душа романа — это презрение общественного богатства и знания, он близок к республиканизму или социализму». Роман был раскритикован за «отсутствие каких-либо достойных конструкций и стиля». В конце значилось, что леди Манстер «не была и никогда не будет писателем».
В 1896 году Манстер выпустила «Призрачные сказки» (англ. Ghostly Tales), сборник рассказов, «написанных в манере, подобной истинным приведениям». Журнал The Lady's Realm писал, что её истории основаны на реальных фактах. «Призрачные сказки» были опубликованы в 1897 году в газете Saturday Review и описаны как «интересные и драматические, основанные на сверхъестественных событиях». Хью Лэмб включил «удивительно мрачную» историю графини «Призрак Тибён» (англ. The Tyburn Ghost) в свой сборник «Сказки на освещенном газом кладбище». Он писал, что работы леди Манстер были «полностью забыты библиофилами с момента её смерти». Лэмб считает, что это было сделано зря, и что «Призрачные сказки» — «это одно из самых лучших коллекций викторианских историй о приведениях». В 1988 году он также включил в другой сборник сказку «Призрачный паж» (англ. The Page-Boy's Ghost). Современный автор Дуглас Андерсон назвал рассказы графини «стандартными и мелодраматическими, которые совершенно быстро забываются».
В 1904 году графиня Манстер опубликовала автобиографию под названием «Мои воспоминания и сборники» (англ.  My Memories and Miscellanies). В предисловии к автобиографии она написала: «Некоторые друзья убедили меня написать это, несмотря на то, что я противилась, так как за свою долгую жизнь видела всего несколько интересных вещей». В газете The Guardian в 1906 году книга была названа главным трудом Вильгельмины. Она полностью сама написала эту книгу. Автобиография включает в себя наблюдения за женским призраком «Зелёной Джин» (англ. Green Jean), которого автор якобы видела в замке Уэмисс; леди Манстер, в своей книге заявляет, что некоторые члены её семьи, включая её родную сестру, видели призрака, оставаясь на ночь в замке.